# Campeonato Europeo de Baloncesto Femenino de 1981
El 18 Campeonato Europeo de Baloncesto Femenino se celebró en Italia entre el 13 y el 20 de septiembre de 1981 bajo la denominación EuroBasket Femenino 1981. El evento fue organizado por la Confederación Europea de Baloncesto (FIBA Europa) y la Federación Italiana de Baloncesto.
Un total de doce selecciones nacionales afiliadas a FIBA Europa compitieron por el título europeo, cuyo anterior portador era la Selección femenina de baloncesto de la Unión Soviética, vencedor del EuroBasket 1980. 
La Selección femenina de baloncesto de la  Unión Soviética conquistó su 16 medalla de oro continental, siendo los medallistas de plata el equipo de Polonia.  El conjunto de Chescoslovaquia obtuvo la medalla de bronce.

## Plantilla del equipo campeón
- Unión Soviética:

Olesja Barel', Galina Mel'ničenko, Galina Kudrevatova, Ol'ga Baryševa
Olga Buriakina, Nadežda Šuvaeva, Uliana Semiónova, Ljudmyla Rogožyna, Elena Čausova, Ol'ga Sucharnova, Marianna Feodorova, Halina Savičkaja. Seleccionadora: Lidia Alekséyeva
| Predecesor: Yugoslavia 1980 | Campeonato Europeo de Baloncesto Femenino 18 edición | Sucesor: Hungría 1983 |